# Logicyzm
Logicyzm – kierunek w filozofii matematyki, zakładający, że można oprzeć jej podstawy na bazie rachunku logicznego zdań (porównaj logika). W szczególności sprowadza to matematykę jako naukę do szczególnego rodzaju formalnej teorii logicznej implementującej pewien zestaw aksjomatów i wyprowadzającej z nich wnioski w oparciu o pewien zespół definicji (porównaj: formalizm (matematyka)). 
Logicyzm odegrał znaczącą rolę w tworzeniu podstaw matematyki współczesnej. Swój sukces zawdzięcza stworzeniu przez Giuseppe Peana spójnej aksjomatyki liczb naturalnych oraz stworzeniu przez Russella i Alfreda Whiteheada spójnej teorii rachunku logicznego zdań opartego na teorii typów eliminującej antynomię klas samozwrotnych oraz inne problemy nękające podstawy matematyki na początku XX wieku. Dalszy rozwój matematyki potoczył się jednak w kierunku budowania podstaw matematyki w oparciu o teorię mnogości i jej zespolenie z logiką. 
Różnica pomiędzy logicyzmem a formalizmem polega na tym, że logicyzm nie wypowiada się na temat znaczenia pojęć pozalogicznych używanych do konstrukcji matematyki. Zarówno Hilbert jak i twórca koncepcji Russell mieli na te kwestie zdanie znacząco odbiegające od współczesnych poglądów formalistów. Akcentowali oni znaczenie pojęć matematycznych a nie jedynie ich wzajemne relacje.  Formalizm stoi na zupełnie innej pozycji dzieląc jawnie aksjomaty na logiczne i pozalogiczne i dodatkowo uważając, że są one wszystkie całkiem dowolne.
Współcześnie logicyzm został wchłonięty w warstwie technicznej przez  formalizm, który stanowi wraz z aksjomatyką teorii mnogości paradygmat rozwojowy podstaw matematyki, przynajmniej w zakresie przedstawiania wiedzy i edukacji. Należy powątpiewać czy matematycy tworząc nowe teorie stosują rzeczywiście metodę aksjomatyczną. Zwykłym obyczajem w matematyce jest jednak aksjomatyczne formułowanie wyników już dokonanej pracy.

## Czołowi przedstawiciele
- Bertrand Russell
- Alfred North Whitehead
- Giuseppe Peano
- David Hilbert
- Gottlob Frege